# Castromonte (kommunhuvudort)
Castromonte är en kommunhuvudort i Spanien.   Den ligger i provinsen Provincia de Valladolid och regionen Kastilien och Leon, i den centrala delen av landet, 190 km nordväst om huvudstaden Madrid. Castromonte ligger 843 meter över havet och antalet invånare är 389.
Terrängen runt Castromonte är platt. Runt Castromonte är det ganska tätbefolkat, med 54 invånare per kvadratkilometer. Närmaste större samhälle är Medina de Ríoseco, 12,2 km norr om Castromonte. Trakten runt Castromonte består till största delen av jordbruksmark.